# Svatoňovice
Svatoňovice (niem. Schwansdorf) – gmina w Czechach, w powiecie Opawa, w kraju morawsko-śląskim. Według danych z dnia 1 stycznia 2012 liczyła 291 mieszkańców.

## Galeria

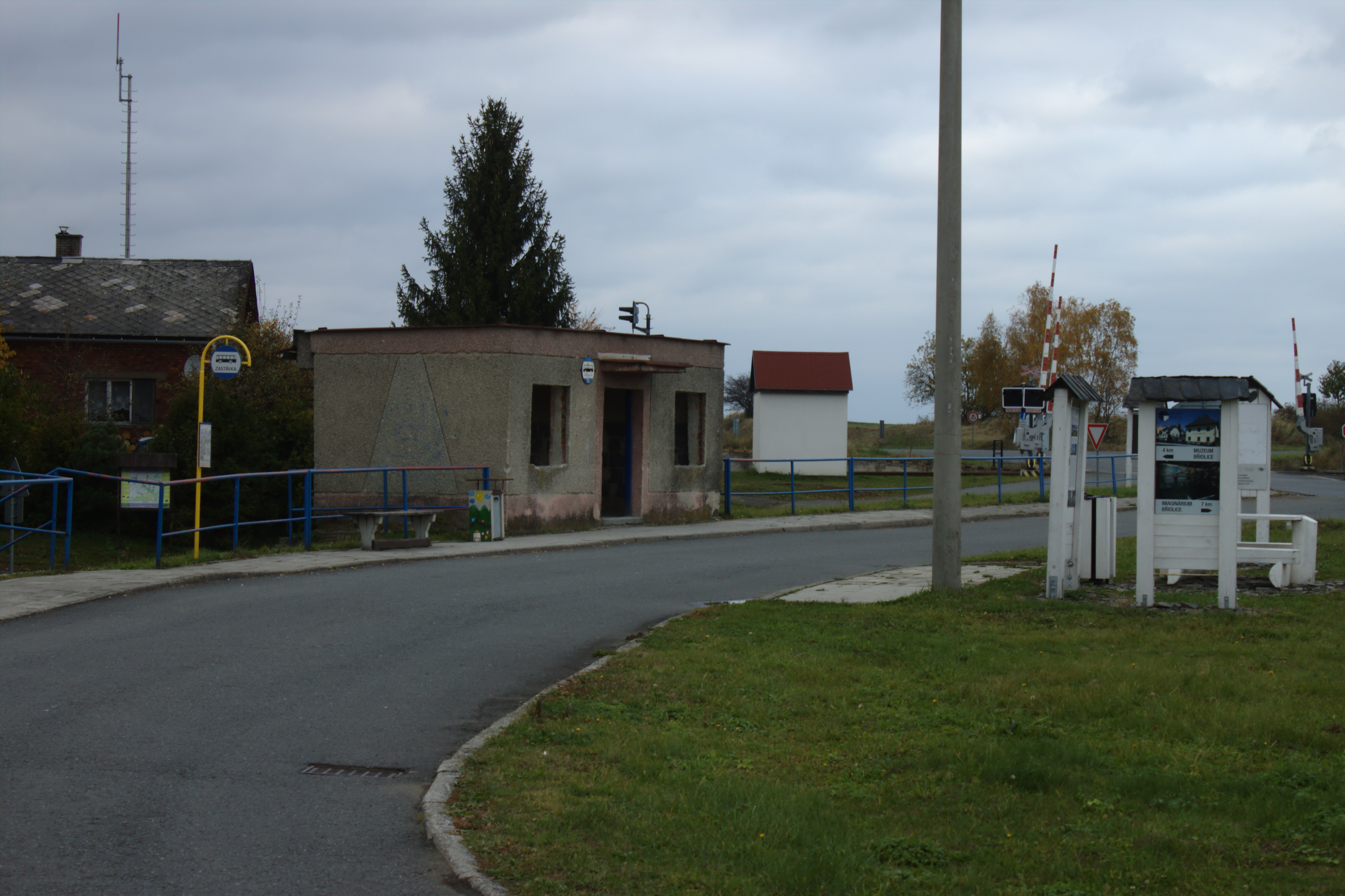
Przystanek autobusowy
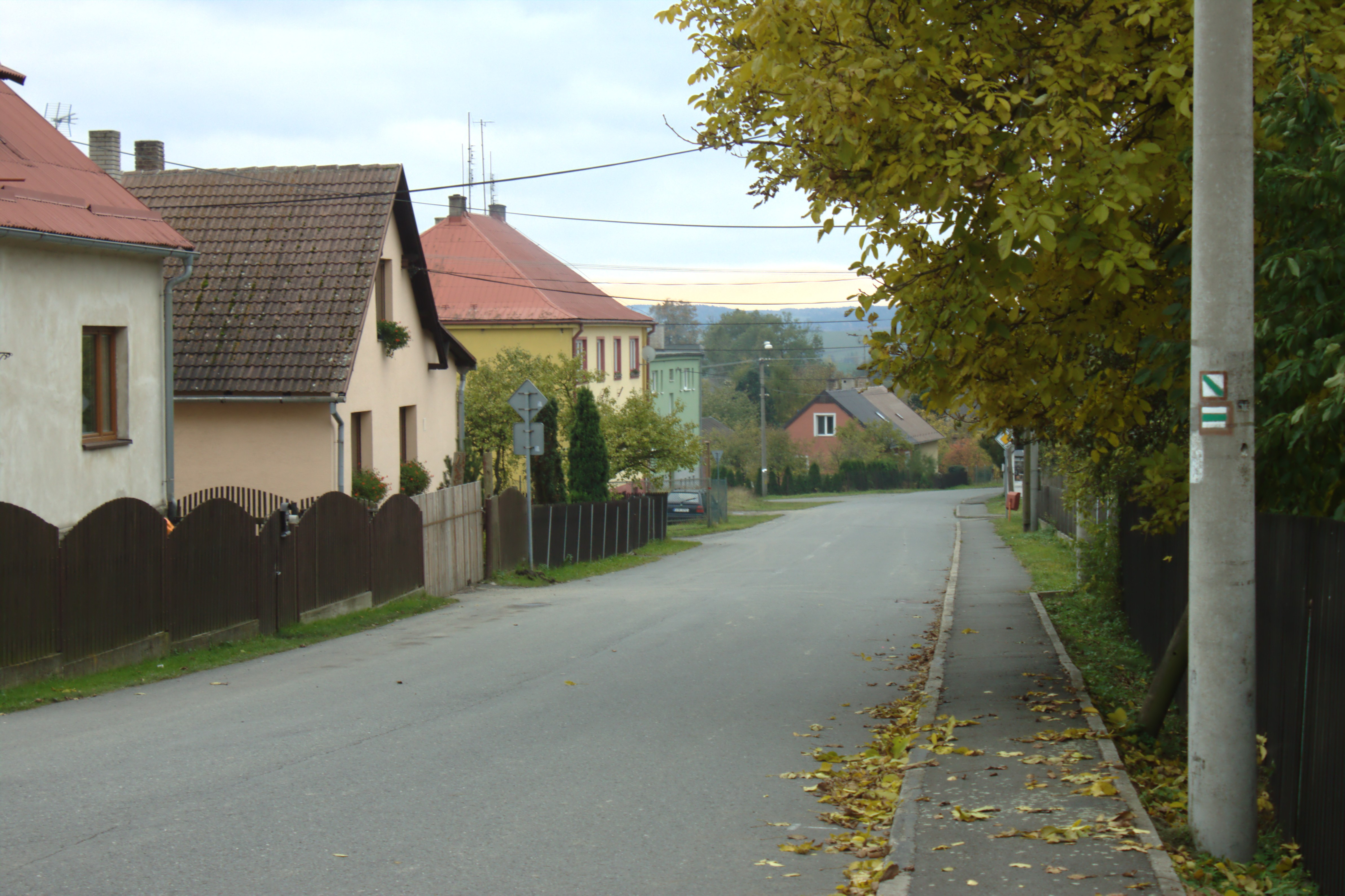
Ulica
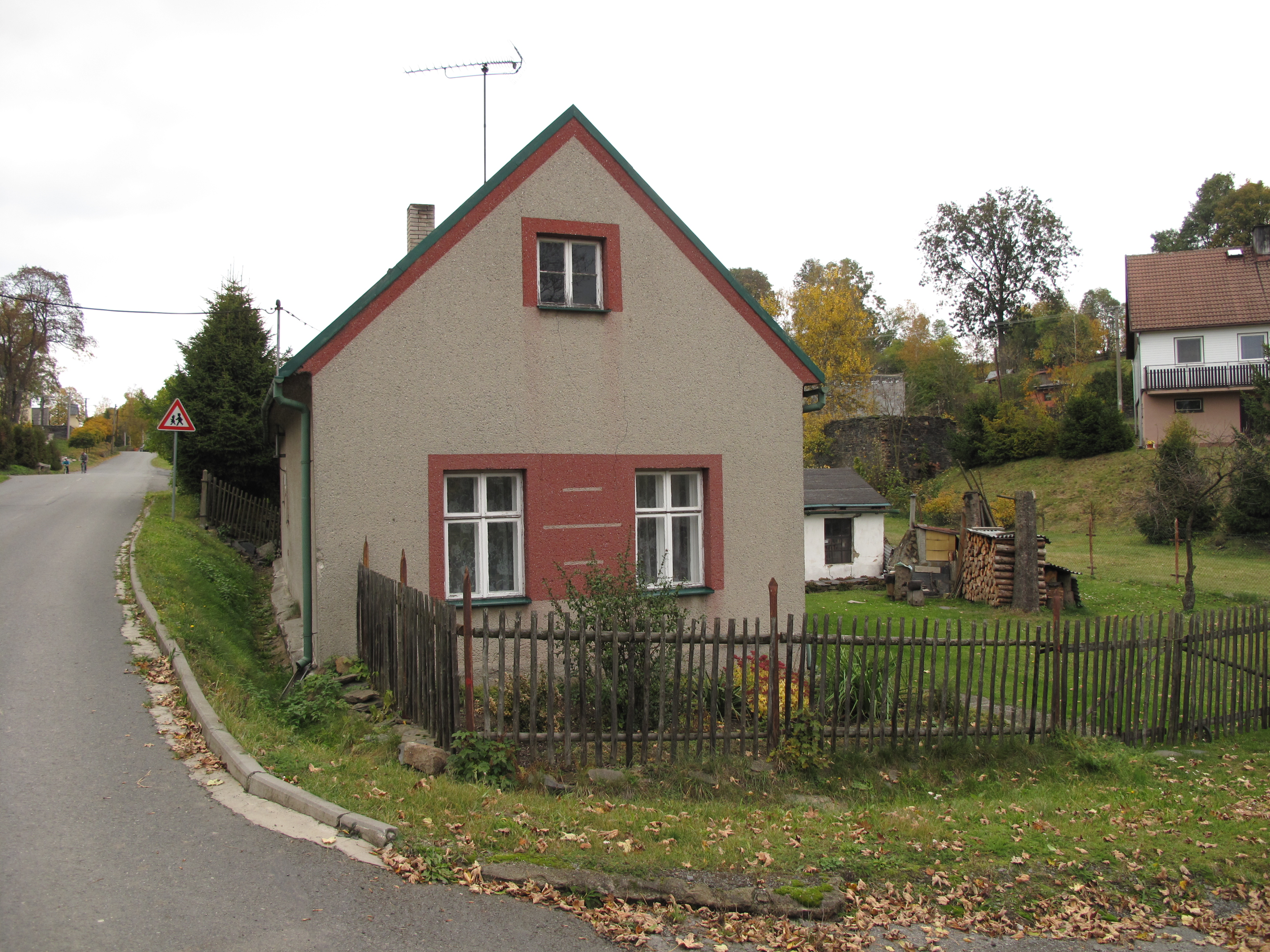
Dom